# Le Sexe faible (film, 1917)
Pour les articles homonymes, voir Le Sexe faible.
Pour plus de détails, voir Fiche technique et Distribution.

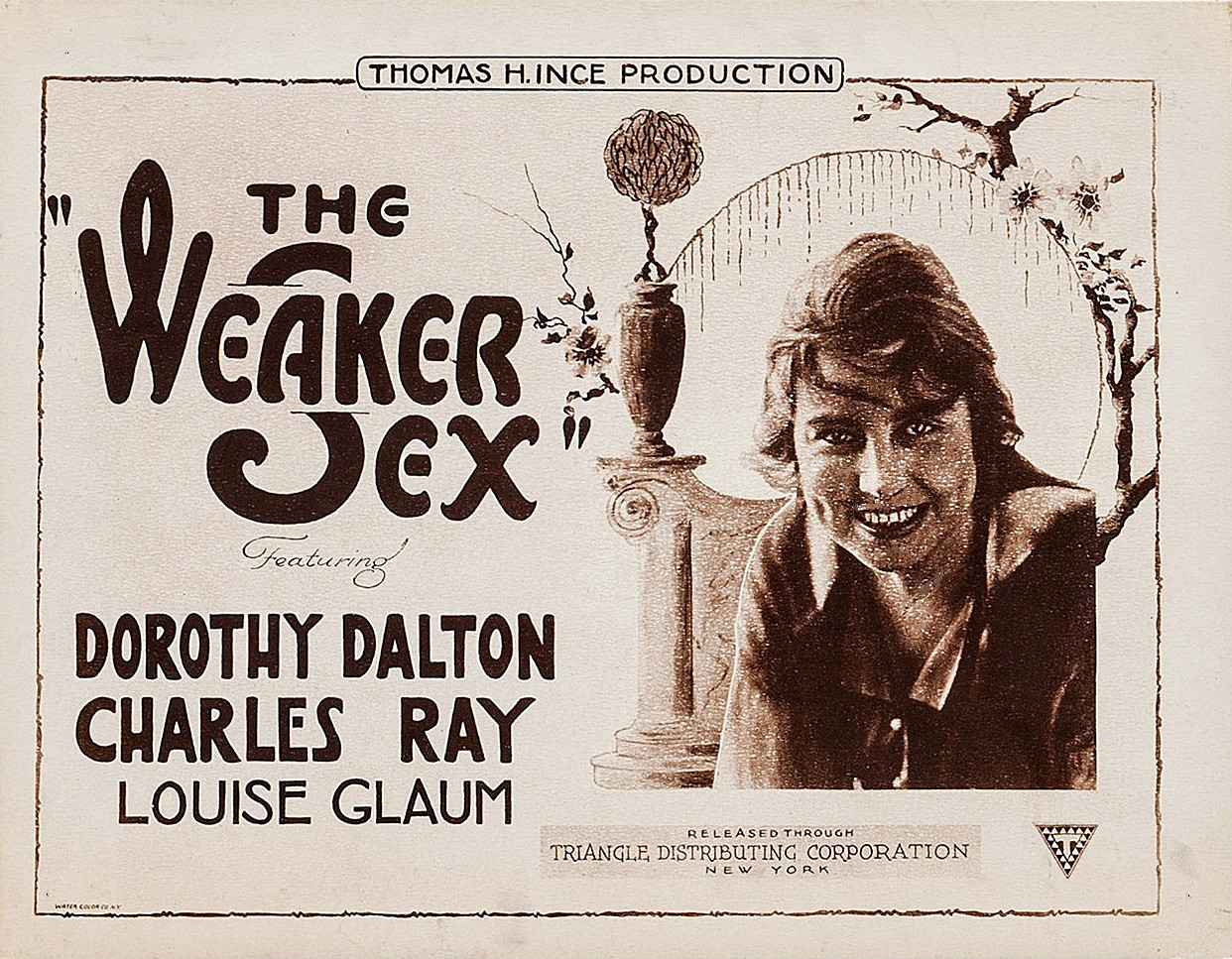
Carte de promotion pour le film américain Le Sexe faible (1917) avec Dorothy Dalton.

Le Sexe faible (The Weaker Sex) est un film américain réalisé par Raymond B. West, sorti en 1917.

## Fiche technique
- Titre : Le Sexe faible
- Titre original : The Weaker Sex
- Réalisation : Raymond B. West
- Scénario : Monte M. Katterjohn et Alice C. Brown
- Photographie : Dal Clawson
- Production : Thomas H. Ince
- Pays d'origine : États-Unis
- Format : Noir et blanc - 1,33:1 - Film muet
- Genre : drame
- Durée : 50 minutes
- Date de sortie : 1917

## Distribution
- Dorothy Dalton : Ruth Tilden
- Louise Glaum : Annette Loti
- Charles Ray : Jack Harding
- Robert McKim : Raoul Bozen
- Charles K. French : John Harding
- Margaret Thompson : Marjory Lawton
- J. Barney Sherry : Edward Tilden
- Nona Thomas : Mary Wheeler
- John Gilbert